# Blastothrix turanica
Blastothrix turanica is een vliesvleugelig insect uit de familie Encyrtidae. De wetenschappelijke naam is voor het eerst geldig gepubliceerd in 1964 door Sugonjaev.